# Austropelor
Austropelor wadleyi
Genre
Espèce
Austropelor est un genre fossile de temnospondyles chigutisauridés possible du Jurassique inférieur (stade du Pliensbachien inférieur) d'Australie. 
L'espèce type est Austropelor wadleyi et, l'espèce et le genre sont nomen dubium de la super-famille Brachyopoidea depuis 2000 par Warren et Marsicano et par Schoch et Milner.

## Présentation
Des restes fossiles ont été trouvés dans la formation de grès de Marburg. Austropelor a été décrit à l'origine par Albert Heber Longman (d) (1880-1954) comme faisant partie d'un maxillaire droit, mais l'holotype, n° F2628, semble être plus probablement une mandibule d'amphibien gauche. Ce genre était plutôt controversé dans sa description originale, car, à l'époque, c'était le seul labyrinthodonte jurassique connu, jusqu'à la description de Siderops. Après l'article original, la formation de grès de Marburg était considérée comme datant du Trias supérieur avec les mesures de charbon wallonnes sus-jacentes d'un âge jurassique inférieur possible. Pourtant, ce dernier a été interprété comme un âge du Jurassique inférieur, probablement du "Lias moyen" (équivalent au Pliensbachien).
L'holotype d’Austropelor se compose de trois pièces jointes (mesurant environ 100 mm) avec des alvéoles dépourvues de dents, représentant un segment d'une branche mandibulaire gauche avec des caractères amphibiens clairs. Les affinités du genre ont révélé des relations avec des brachyopoïdes, ainsi que peut-être des métoposaures.

## Étymologie
L'épithète spécifique, wadleyi, a été donnée en l'honneur de John Wadley qui a découvert le fossile.

### Publication originale
- [1940] (en) H. A. Longman, « A Queensland Fossil Amphibian », Memoirs of the Queensland Museum, Brisbane, Queensland Museum (d), vol. 12, no 1,‎ 1941, p. 29-32 (ISSN 0079-8835 et 2204-1478, OCLC 1362342, 985513980 et 606437228, lire en ligne). .